# Кун (гора)
Кун (англ. Kun Peak) — гора в Гималаях. Является частью горного массива Нун-Кун. Расположена недалеко от долины Суру, в 80 километрах к западу от города Каргил и в 290 километрах к востоку от Сринагара.
Гора Кун — вторая по высоте вершина массива (7077 метров).

## География
Находится к северу от горы Нун, являющейся пиком массива. Отделена от неё снежным плато протяжённостью в 4 километра. На северо-востоке всего в 2 километрах возвышается ещё одна вершина массива, высотой 6 930 метров.

## История
Массив Нун-Кун был впервые запечатлён в 1898 году. В 1903 году голландский альпинист Х. Силлем исследовал массив и обнаружил высокогорное плато между вершинами. Ему покорилась высота 6400 метров. В 1906 году на вершину пика впервые поднялась известная пара исследователей Фанни Буллок Уоркман и её муж Уильям Хантер Уоркман. Они тщательно исследовали горный массив и даже составили карту. В 1913 году гора Кун была впервые покорена итальянской экспедицией во главе с Марио Пьяченцой и Лоренцо Борелли.